# 澳門百科全書
《澳門百科全書》是澳門歷史上的第一部百科全書，由澳門基金會出版，吳志良、楊允中主編 。澳門百科全書共一冊，有條目共3000多項，全書約162萬字，有繁體版本和簡體版本，第一版於1999年11月澳門主權移交前夕出版，修訂版於2005年出版。